# Геодезические задачи
Геодезическая задача — математическая задача, связанная с определением взаимного положения точек (координат) принадлежащих какой-либо поверхности. Геодезические задачи подразделяются на прямую, обратную и задачу Потенота.

## Прямая геодезическая задача (ПГЗ)
Прямая геодезическая задача (прямая линейно-угловая засечка) заключается в том, что по известным координатам одной точки, вычисляют координаты другой точки, для чего необходимо знать горизонтальное проложение (длину) линии между этими точками и ориентирный (дирекционный) угол этой линии.
Решение прямой геодезической задачи выполняется по формулам:
{\displaystyle \left\{{\begin{matrix}X_{2}=X_{1}+\Delta X\\Y_{2}=Y_{1}+\Delta Y\end{matrix}}\right.}
Далее определяются приращениями координат из решения прямоугольных треугольников.
{\displaystyle \left\{{\begin{matrix}\Delta X=S*{\operatorname {cos} \alpha }\\\Delta Y=S*{\operatorname {sin} \alpha }\end{matrix}}\right.}

## Обратная геодезическая задача (ОГЗ)
Обратная геодезическая задача заключается в том, что по известным координатам двух точек вычисляют горизонтальное проложение (длину) линии между этими точками и дирекционный угол этой линии.
Дирекционный угол направления на ориентир может быть вычислен путём решения обратной геодезической задачи если известны плоские прямоугольные координаты исходной точки и ориентира.
Решение обратной геодезической задачи выполняется в следующем порядке:
1) вычисляют приращения координат:
{\displaystyle \Delta X=X_{2}-X_{1}.}
{\displaystyle \Delta Y=Y_{2}-Y_{1}.}
2) из решения прямоугольного треугольника определяют румб линии:
{\displaystyle \mathrm {tg} r={\frac {\Delta Y}{\Delta X}}}.
откуда
{\displaystyle r=\operatorname {arctg} {\frac {\pm \Delta Y}{\pm \Delta X}}}
3) по знакам приращений координат и по известному румбу линии определяют дирекционный угол линии
| № | Четверть (направление) | связь румба и дирекционного угла | Знак приращения {\displaystyle \Delta X} | Знак приращения {\displaystyle \Delta Y} |
| - | ---------------------- | -------------------------------- | ---------------------------------------- | ---------------------------------------- |
| 1 | северо-восток          | {\displaystyle \alpha =r}        | +                                        | +                                        |
| 2 | юго-восток             | {\displaystyle \alpha =180-r}    | -                                        | +                                        |
| 3 | юго-запад              | {\displaystyle \alpha =180+r}    | -                                        | -                                        |
| 4 | северо-запад           | {\displaystyle \alpha =360-r}    | +                                        | -                                        |

4) определяют горизонтальное проложение (длину линии)
{\displaystyle S={\frac {\Delta X}{\operatorname {cos} \alpha }}}
{\displaystyle S={\frac {\Delta Y}{\operatorname {sin} \alpha }}}
{\displaystyle S={\sqrt {\Delta X^{2}+\Delta Y^{2}}}}.

## Задача Потенота
Задача Потенота (обратная геодезическая засечка) — одна из классических математических задач определения местоположения точки на местности по трём ориентирам с известными координатами; возникает, например, при определении местоположения корабля в море по трём маякам, расстояние до которых неизвестно. Имеет более 100 аналитических и графических способов решения и является частным случаем более общей задачи трилатерации. Приобрела важное практическое значение в самых разных областях (геодезии, навигации, корректировке ракетно-артиллерийского огня) и не потеряла актуальности по настоящее время.